# Discolampa ethion
Discolampa ethion is een dagvlinder uit de familie Lycaenidae (kleine pages, vuurvlinders en blauwtjes). De vlinder komt verspreid over het Oriëntaals gebied voor.
De vlinder is vooral te vinden in dicht regenwoud, en is een zwakke vlieger.

## Rups
De waardplanten zijn jujube en andere Zyziphus-soorten. De rups is groen met een vage rugstreep en met dichte witte beharing.

## Ondersoorten
- Discolampa ethion ethion
- Discolampa ethion airavati (Doherty, 1886)
- Discolampa ethion babicola (van Eecke, 1914)
- Discolampa ethion colmus (Fruhstorfer, 1922)
- Discolampa ethion ethionides (Fruhstorfer, 1918)
- Discolampa ethion gadames (Fruhstorfer, 1918)
- Discolampa ethion icenus (Fruhstorfer, 1918)
- Discolampa ethion mentawiensis (Riley, 1945)
- Discolampa ethion niasana (Swinhoe, 1910)
- Discolampa ethion sangarius (Fruhstorfer, 1918)
- Discolampa ethion thalimar (Fruhstorfer, 1922)
- Discolampa ethion ulysses (Staudinger, 1889)
- Discolampa ethion ulyssides (Grose-Smith, 1895)
- Discolampa ethion vavasanus (Fruhstorfer, 1922)
- Discolampa ethion wehensis (Toxopeus, 1929)